# Neófito IV de Constantinopla
Neófito IV fue Patriarca de Constantinopla desde el 27 de noviembre de 1688 hasta el 7 de marzo de 1689. Anteriormente fue obispo de Adrianópolis.